# Batalla de Swally

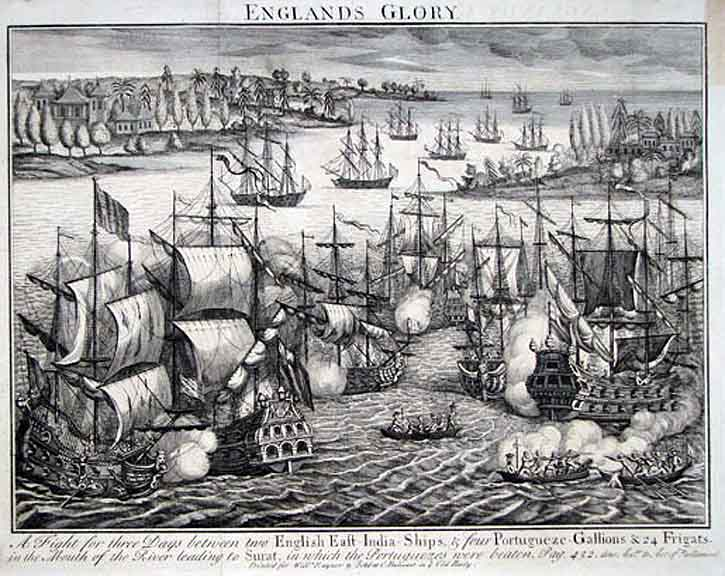
La batalla de Swally.

La batalla de Swally tuvo lugar durante los días 29 y 30 de noviembre de 1612, en la costa de Suvali, una aldea cerca de la ciudad de Surat, Gujarat, India. En esta batalla se enfrentaron cuatro galeones de la Compañía Británica de las Indias Orientales contra cuatro naos y 26 barcas portuguesas (barcos a remo sin armamento). Los ingleses salieron victoriosos de esta pequeña batalla que marcó el inicio del fin del monopolio portugués en la India y el comienzo del ascenso de la presencia de la Compañía Británica de las Indias Orientales en la India.